# Hoplocorypha bottegi
Hoplocorypha bottegi är en bönsyrseart som beskrevs av Henri Saussure 1895. Hoplocorypha bottegi ingår i släktet Hoplocorypha och familjen Thespidae. Inga underarter finns listade i Catalogue of Life.